# Geode
Pour les articles homonymes, voir Géode.
 (février 2024).
Si vous disposez d'ouvrages ou d'articles de référence ou si vous connaissez des sites web de qualité traitant du thème abordé ici, merci de compléter l'article en donnant les références utiles à sa vérifiabilité et en les liant à la section « Notes et références ».
 (septembre 2016).
Améliorez-le ou discutez des points à vérifier. 
Cyrix MediaGX

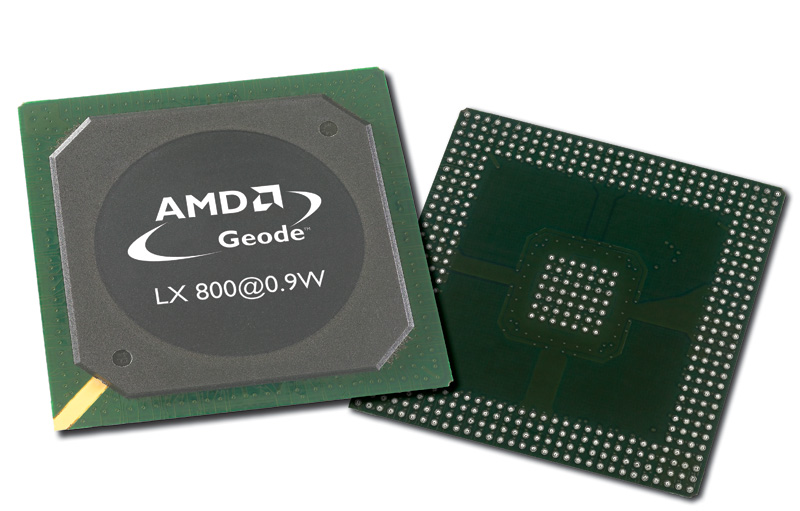
Processeur AMD Geode LX 800 (500MHz, 0.9W).

Le Geode est un microprocesseur x86 de très basse consommation initialement lancé par National Semiconductor en 1999 puis produit par AMD depuis 2002. Son coeur était alors dérivé du Cyrix MediaGX. En août 2003, AMD l'a racheté pour asseoir sa politique commerciale en proposant des processeurs embarqués comme les PDA.
Les processeurs Geode sont optimisés pour consommer très peu de puissance et être produits facilement à bas coût. Les instructions SIMD telles que le MMX, 3DNow!, SSE étaient absentes sur les premières versions, mais maintenant elles sont parfaitement intégrées sur les plus récents. Les processeurs de Geode sont souvent appareillés au sein de la même puce d'une partie graphique de faible puissance capable de traiter la 2D. Par exemple, les modèles Geode SCxxxx ont une version à puce unique, comparable au SiS 552, qui intègre l'unité centrale de traitement, le contrôleur mémoire, le contrôleur graphique et les unités d'E/S dans une même puce. Les processeurs Geode sont particulièrement adaptés aux ordinateurs portables ou de faibles dimensions (voir par exemple l'ordinateur à 100$ du projet One Laptop per Child à base de Geode GX 533, ou le Linutop à base de Geode LX 700). En 2008, le Geode LX 800 animait le netbook Hercules eCafé EC-800. Il a refait surface dans l'eeePC 1201K en juin 2010 (Geode NX 1750), mais celui-ci est dérivé de l'AMD Athlon K7.

## Caractéristiques

### AMD Geode GX
- CPU 32 bits basse consommation
- fréquence : 333 - 400 MHz
- Cache L1 : 32 Kio (16 Kio données + 16 Kio instructions)
- Socket 7
- FSB : 166 MHz
- SIMD : MMX, 3DNow!
- Socket A, DDR-SDRAM PC2700/166 Mhz
- Contrôleur vidéo : Intégré avec une définition de 1660 × 1200 Max
- Consommation : 1,1 W à 400 MHz, ? W en veille
- Refroidissement : sans ventilateur ni radiateur

### AMD Geode LX
- Socket 7
- Mémoire DDR
- Fréquence : 433 - 500 - 667 MHz
- Consommation : 0,7 - 0,9 - 2,6 watts
- Cache L1 : 128 Kio (64 Kio données + 64 Kio instructions)
- Cache L2 : 128 Kio
- SIMD : MMX, 3DNow!

### AMD Geode NX
- Architecture : CPU 32 bits basse consommation basé sur le K7
- fréquence : 667 - 1400 MHz
- 1,000 V - 1,250 V
- Cache L1 : 128 Kio (64 Kio données + 64 Kio instructions)
- Cache L2 : 256 Kio
- FSB : 266 MHz
- SIMD : MMX, 3DNow!, 3DNow! Extended, SSE
- Socket A, DDR-SDRAM PC2700/166 MHz
- Contrôleur vidéo : non intégré
- Consommation : 6 W à 1 GHz / 14 W à 1.4 GHz (AMD PowerNow!)
- Refroidissement : sans ventilateur pour les modèles NX 1250+ & 1500+. Nécessaire pour le 1700+

### AMD Geode SC
- Architecture : CPU 32 bits basse consommation
- fréquence : 266 - 300 MHz
- Mémoire SDRAM
- SIMD : MMX
- Contrôleurs intégrés : accélérateur 2D + AC97 + Super I/O + Corelogic (selon modèle)

## Modèles
- AMD Geode GX 466 - 333 MHz - 0,9 W
- AMD Geode GX 500 - 366 MHz - 1,0 W [2]
- AMD Geode GX 533 - 400 MHz - 1,1 W

- AMD Geode LX 700 - 433 MHz - 0,7 W
- AMD Geode LX 800 - 500 MHz - 0,9 W [1]
- AMD Geode LX 900 - 667 MHz - 2,6 W

- AMD Geode NX 1250 -  667 MHz - 6 W
- AMD Geode NX 1500 -  1,0 GHz - 6 W
- AMD Geode NX 1750 -  1,4 GHz - 14 W

- AMD Geode SC1100 - 266 MHz - 1,6 W
- AMD Geode SC1200/SC1201 - 266 MHz - 1.6 W
- AMD Geode SC2200 - 300 MHz - 1,8 W
- AMD Geode SC3200 - 266 MHz - 1,6 W